# Antoine Maurice
Pour les articles homonymes, voir Antoine Maurice et Maurice.
Antoine Maurice est un écrivain, journaliste et sociologue suisse de langue française. Il a dirigé l'institut de journalisme et communication de l'Université de Neuchâtel.

## Biographie
Antoine Maurice a obtenu une licence en droit de l'Université de Genève et un doctorat en sociologie sur La nouvelle sensibilité en Allemagne Fédérale et en France : 1968-1986 obtenue en 1987 à l'Université de Lausanne,,. Il est attaché de l'Ambassade de Suisse en République fédérale d'Allemagne à Bonn, secrétaire à l'Ambassade de Suisse en République démocratique du Congo à Kinshasha, puis juriste dans un bureau d'ingénieurs à Lausanne,. En 1977, il entre au Journal de Genève où il est éditorialiste, chef du service étranger, puis rédacteur en chef. En 1997, il rejoint la Tribune de Genève.
Parallèlement à sa carrière de journaliste, il est nommé professeur de sociologie et d'histoire des médias à l'Université de Neuchâtel en 1992 et y dirige l'Institut de journalisme et communication.
Membre du Parti radical-démocratique, il siège à l'Assemblée constituante genevoise,. Il siège à la Commission Organisation territoriale et relations extérieures.

## Publications
- Le surfeur et le militant : valeurs et sensibilités politiques des jeunes en France et en Allemagne des années 60 aux années 90, 1987, Éditions Autrement[10].
- L'Amérique en valeurs, 1997, Éditions Complexe.
- Une exécution sommaire : la fin du Journal de Genève et Gazette de Lausanne, 1998, Georg Ed.
- Vivre ensemble à Genève : étude sociologique, 2016, Fondation pour Genève.